# Bians-les-Usiers
Bians-les-Usiers är en kommun i departementet Doubs i regionen Bourgogne-Franche-Comté i östra Frankrike. Kommunen ligger i kantonen Levier som tillhör arrondissementet Pontarlier. År 2020 hade Bians-les-Usiers 699 invånare.

## Befolkningsutveckling
Antalet invånare i kommunen Bians-les-Usiers
Referens:INSEE